# East Godavari (dystrykt)

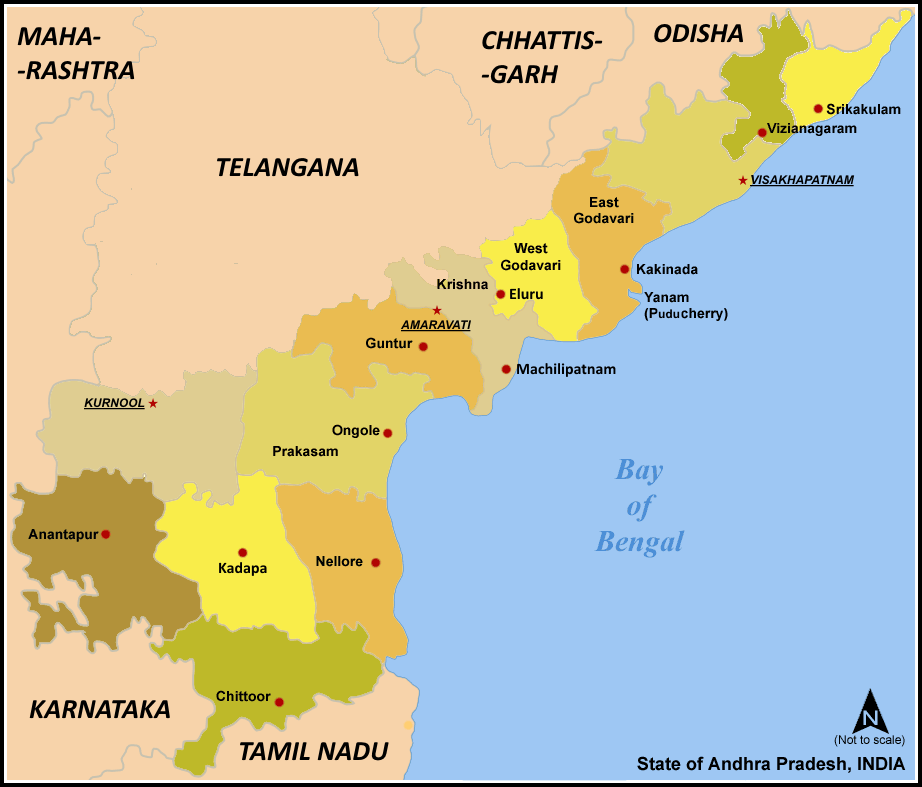
Dystrykty Stanu Andhra Pradesh.

East Godavari – jeden z 23 dystryktów indyjskiego stanu Andhra Pradesh, o powierzchni 10 800 km². Populacja dystryktu wynosi 4 897 777 osób (2004). Stolicą jest miasto Kakinada.

## Położenie
Jeden z dziewięciu dystryktów stanu Andhra Pradesh mających dostęp do Oceanu Indyjskiego. Na zachodzie graniczy z dystryktem West Godavari, od północy z Khammam, Visakhapatnam i stanem Orisa. Na wschodzie sąsiaduje z Zatoką Bengalską.